# Osian Roberts
Osian Roberts (Anglesey, 18 agosto 1965) è un dirigente sportivo, allenatore di calcio ed ex calciatore gallese, di ruolo centrocampista, attuale Head of Development del Como.

## Carriera

### Giocatore
Roberts nel corso degli anni '80 ha giocato a livello semiprofessionistico con vari club gallesi (militanti nelle serie minori inglesi in quanto all'epoca non esisteva ancora una piramide calcistica gallese propriamente detta). Dal 1985 al 1988 ha frequentato la Furman University e giocato a calcio nella squadra universitaria, nella NCAA. Dal 1989 al 1990 ha invece giocato da professionista con gli statunitensi del New Mexico Chiles (di cui è stato contemporaneamente anche allenatore), militanti nella American Professional Soccer League, che in quegli anni costituiva la prima divisione statunitense.

### Allenatore
Tra il 1996 ed il 1999 è stato contemporaneamente commissario tecnico delle nazionali giovanili gallesi Under-16 ed Under-18.
Dal 1999 al 2003 ha allenato nella seconda divisione gallese al Porthmadog, che ha poi guidato per un quadriennio in prima divisione.
Tra il 2007 ed il 2019 è stato dapprima direttore tecnico fino al luglio 2015 per poi ricoprire il ruolo di vice allenatore della nazionale maggiore gallese. Dal 2021 al 2023 ha ricoperto un ruolo analogo al Crystal Palace, club di Premier League.
Il 20 dicembre 2023 diventa il nuovo allenatore del Como ad interim sino al 30 giugno 2024.
Il 10 maggio all'ultima giornata guadagna la promozione diretta in Serie A da secondo in classifica, riportando i lariani nella massima divisione dopo 21 anni.

### Dirigente
Dal 2019 al 2021 ha lavorato come direttore tecnico della nazionale maggiore marocchina.
Il 19 luglio 2024, dopo la promozione in Serie A del Como, lascia il ruolo di allenatore al suo vice, Cesc Fàbregas, mentre lui assume l'incarico di Head of Development del club lombardo.

## Statistiche

### Statistiche da allenatore
Statistiche aggiornate al 10 maggio 2024. In grassetto le competizioni vinte.
| Stagione          | Squadra           | Campionato        | Campionato | Campionato | Campionato | Campionato | Coppe nazionali | Coppe nazionali | Coppe nazionali | Coppe nazionali | Coppe nazionali | Coppe continentali | Coppe continentali | Coppe continentali | Coppe continentali | Coppe continentali | Altre coppe | Altre coppe | Altre coppe | Altre coppe | Altre coppe | Totale | Totale | Totale | Totale | % Vittorie | Piazzamento      |
| Stagione          | Squadra           | Comp              | G          | V          | N          | P          | Comp            | G               | V               | N               | P               | Comp               | G                  | V                  | N                  | P                  | Comp        | G           | V           | N           | P           | G      | V      | N      | P      | %          | Piazzamento      |
| ----------------- | ----------------- | ----------------- | ---------- | ---------- | ---------- | ---------- | --------------- | --------------- | --------------- | --------------- | --------------- | ------------------ | ------------------ | ------------------ | ------------------ | ------------------ | ----------- | ----------- | ----------- | ----------- | ----------- | ------ | ------ | ------ | ------ | ---------- | ---------------- |
| 1999-2000         | Porthmadog        | CA                | 32         | 17         | 5          | 10         | CG+CdL          | ?               | ?               | ?               | ?               | -                  | -                  | -                  | -                  | -                  | -           | -           | -           | -           | -           | 32     | 17     | 5      | 10     | 53,13      | 5º               |
| 2000-2001         | Porthmadog        | CA                | 32         | 17         | 6          | 9          | CG+CdL          | ?               | ?               | ?               | ?               | -                  | -                  | -                  | -                  | -                  | -           | -           | -           | -           | -           | 32     | 17     | 6      | 9      | 53,13      | 6º               |
| 2001-2002         | Porthmadog        | CA                | 34         | 20         | 8          | 6          | CG+CdL          | ?               | ?               | ?               | ?               | -                  | -                  | -                  | -                  | -                  | -           | -           | -           | -           | -           | 34     | 20     | 8      | 6      | 58,82      | 4º               |
| 2002-2003         | Porthmadog        | CA                | 32         | 28         | 2          | 2          | CG+CdL          | ?               | ?               | ?               | ?               | -                  | -                  | -                  | -                  | -                  | -           | -           | -           | -           | -           | 56     | 33     | 15     | 8      | 58,93      | 1º (prom.)       |
| 2003-2004         | Porthmadog        | WPL               | 32         | 11         | 3          | 18         | CG+CdL          | ?               | ?               | ?               | ?               | -                  | -                  | -                  | -                  | -                  | -           | -           | -           | -           | -           | 32     | 11     | 3      | 18     | 34,38      | 12º              |
| 2004-2005         | Porthmadog        | WPL               | 34         | 11         | 12         | 11         | CG+CdL          | ?+6             | ?+3             | ?+2             | ?+1             | -                  | -                  | -                  | -                  | -                  | -           | -           | -           | -           | -           | 34     | 11     | 12     | 11     | 32,35      | 11º              |
| 2005-2006         | Porthmadog        | WPL               | 34         | 12         | 8          | 14         | CG+CdL          | ?+1             | ?+0             | ?+0             | ?+1             | -                  | -                  | -                  | -                  | -                  | -           | -           | -           | -           | -           | 34     | 12     | 8      | 14     | 35,29      | 11º              |
| 2006-2007         | Porthmadog        | WPL               | 32         | 8          | 11         | 13         | CG+CdL          | ?+6             | ?+2             | ?+2             | ?+2             | -                  | -                  | -                  | -                  | -                  | -           | -           | -           | -           | -           | 32     | 8      | 11     | 13     | 25,00      | 11º              |
| Totale Porthmadog | Totale Porthmadog | Totale Porthmadog | 262        | 124        | 55         | 83         |                 | 13              | 5               | 4               | 4               |                    | -                  | -                  | -                  | -                  |             | -           | -           | -           | -           | 275    | 129    | 59     | 87     | 46,91      |                  |
| dic. 2023-2024    | Como              | B                 | 19         | 11         | 5          | 3          | CI              | -               | -               | -               | -               | -                  | -                  | -                  | -                  | -                  | -           | -           | -           | -           | -           | 19     | 11     | 5      | 3      | 57,89      | Sub., 2º (prom.) |
| Totale carriera   | Totale carriera   | Totale carriera   | 281        | 135        | 60         | 86         |                 | 13              | 5               | 4               | 4               |                    | -                  | -                  | -                  | -                  |             | -           | -           | -           | -           | 294    | 140    | 64     | 90     | 47,62      |                  |

## Palmarès

### Allenatore

#### Competizioni nazionali
- Cymru Alliance: 1

Porthmadog: 2002-2003